# Paul Behncke
Paul Gustav Behncke (Süsel, 13 agosto 1866 – Berlino, 4 gennaio 1937) è stato un ammiraglio tedesco, alto ufficiale della Kaiserliche Marine durante il periodo della prima guerra mondiale e poi comandante della Reichsmarine dal 1920 al 1924.

## Biografia
Nato a Süsel il 13 agosto 1866, Paul Behncke entrò nella Kaiserliche Marine il 16 aprile 1883 come allievo ufficiale, ricevendo la sua formazione di base a bordo della nave scuola SMS Niobe; dopo un periodo di servizio a bordo della fregata a vela SMS Elisabeth, il 17 aprile 1886 fu promosso al grado di Unterleutnant zur See (sottotenente) e assegnato al comando della cannoniera SMS Wolf, trascorrendo i due successivi anni in servizio in Asia orientale. Promosso Leutnant zur See (guardiamarina) il 18 febbraio 1890, dal 24 marzo 1892 servì come ufficiale di guardia sull'incrociatore protetto SMS Prinzess Wilhelm. Dopo un periodo come primo ufficiale sulle cannoniere corazzate Brummer e Bremse, il 4 ottobre 1892 Behncke ricevette il comando della SMS Deutschland; il 1º novembre 1894 fu assegnato come aiutante allo staff della II Divisione, per poi accedere a incarichi presso l'alto comando della Marina. Il 13 aprile 1896 fu promosso Kapitänleutnant (tenente).
Dall'ottobre 1897 al giugno 1899 Behncke compì un periodo di studi presso l'accademia navale di Kiel, intervallato da un incarico di due mesi come ufficiale navigatore sulla nave corazzata SMS Heimdall e poi come ufficiale d'artiglieria sulle corazzate SMS Bayern e SMS Kaiser Wilhelm II; Behncke trascorse poi i successivi sette anni presso la sezione militare dell'ufficio navale imperiale tedesco (Reichsmarineamt) a Berlino, a parte un periodo dal 31 ottobre 1903 al 3 novembre 1905 durante il quale comandò l'incrociatore SMS Falke. Il 15 luglio 1902 Behncke fu promosso al grado di Korvettenkapitän (capitano di corvetta) e il 12 settembre 1908 a quello di Kapitän zur See (capitano di vascello), con una successiva assegnazione al Consiglio di amministrazione del dipartimento militare; dal 19 settembre 1909 fu al comando della corazzata SMS Wettin, passando poi al comando della corazzata SMS Westfalen il 15 settembre 1910. Il 1º ottobre 1911 Behncke entrò come capo dipartimento allo stato maggiore della Marina imperiale (Admiralstab), ottenendo la promozione a Konteradmiral (contrammiraglio) il 14 luglio 1914.
All'inizio della prima guerra mondiale Behncke ricoprì la carica di vice capo del personale dell'Ammiraglio, ma il 24 gennaio 1916 ottenne un incarico operativo come comandante del III Squadrone da battaglia della Hochseeflotte con insegna sulla corazzata SMS König, prendendo poi parte alla battaglia dello Jutland; il 25 novembre 1916 ottenne la promozione a  Vizeadmiral (viceammiraglio), e come tale prese parte nell'ottobre 1917 allo svolgimento dell'operazione Albion (l'invasione anfibia delle isole Saaremaa, Hiiumaa e Muhu), e alla seguente battaglia dello stretto di Muhu contro la flotta russa: per le sue azioni il 31 ottobre 1917 ricevette la Pour le Mérite, la massima onorificenza dell'Impero tedesco Lasciato il comando del III Squadron l'11 agosto 1918, il 28 agosto seguente assunse l'incarico di Segretario di stato per l'ufficio navale imperiale (tecnicamente il ministro della Marina dell'Impero tedesco) fino al 28 settembre 1918.
Dopo la guerra Behncke rimase in forza alla neo-costituita Reichsmarine, ricoprendo dal 19 febbraio 1919 l'incarico di comandante della stazione navale del Mare del Nord e di rappresentante tedesco per la Commissione militare per la smilitarizzazione delle Isole Åland fino al 5 novembre 1919. Dopo un periodo di messa a riposo, Behncke ottenne un nuovo incarico il 31 agosto 1920 come capo del Ministero della Marina, per poi essere nominato al comando della Reichsmarine il 15 settembre seguente; il 20 dicembre 1920 ottenne infine la promozione ad Admiral (ammiraglio). Durante il suo periodo al comando della Reichsmarine, Behncke diresse la riorganizzazione e ricostruzione della forza navale tedesca, prostrata dal pessimo esito della prima guerra mondiale e ingabbiata dai rigidi vincoli imposti dal trattato di Versailles. Dopo aver dato un grosso contributo alla rinascita della marina militare della Germania, Behncke si ritirò dal servizio il 30 settembre 1924.
Nell'ambito della Gleichschaltung inaugurata dal nuovo governo nazista della Germania, Behncke fu nominato il 4 ottobre 1933 presidente della Deutsch-Japanische Gesellschaft (l'ente incaricato di promuovere i contatti economici e culturali tra Germania e Giappone); durante il suo incarico, Behncke si batté contro la politica razzista di discriminazione dei matrimoni tra tedeschi e giapponesi e dei bambini nati da queste unioni.
Paul Behncke morì a Berlino il 4 gennaio 1937.